# Jankówko (województwo wielkopolskie)
Jankówko – przysiółek w Polsce położony w województwie wielkopolskim, w powiecie gnieźnieńskim, w gminie Gniezno. Od zachodu graniczy z Gnieznem.
W latach 1975–1998 miejscowość administracyjnie należała do województwa poznańskiego.